# Antonio Landieri
Antonio Landieri (Napoli, 26 giugno 1979 – Napoli, 6 novembre 2004) è stato un ragazzo con disabilità, vittima innocente della camorra durante la prima faida di Scampia.

## Biografia
Antonio Landieri è nato nel quartiere napoletano Scampia il 26 giugno del 1979; a causa di complicazioni dovute al parto, viene colpito da una paralisi infantile che gli procurerà numerose difficoltà motorie. Cresce a Scampia in serenità, frequentando le scuole del quartiere.
Il 6 novembre del 2004 muore, vittima innocente della camorra, con due proiettili alla schiena, in un agguato nel rione "Sette Palazzi", in cui abitava, durante la prima faida di Scampia. È la prima persona con disabilità, vittima innocente, ucciso dai clan. Fu scambiato, insieme ai suoi cinque amici, per un gruppo di spacciatori del rione. I suoi compagni furono tutti feriti alle gambe, mentre Antonio, a causa della sua difficoltà motoria fu l'unico a non poter scappare e per tale ragione fu raggiunto dai sicari. A causa di indagini frettolose venne più volte definito un criminale internazionale dai media locali e nazionali. Per le stesse ragioni gli furono negati i funerali pubblici. Il 23 gennaio 2017 sono stati arrestati, su ordinanza del G.I.P. del Tribunale di Napoli, Cesare Pagano - ritenuto il mandante del gruppo di fuoco che uccise Antonio Landieri - e, come esecutori materiali, Giovanni Esposito, Gennaro Notturno, Davide Francescone e Ciro Caiazza.
Nel 2007 a Scampia è nata l'associazione Vo.di.Sca acronimo di Voci di Scampia, dedicata alla sua memoria, un'associazione di giovani del quartiere Scampia che svolgono attività di recupero e promozione culturale sul territorio. I familiari fanno parte del "Coordinamento dei familiari delle vittime di camorra" e l'associazione Vo.di.Sca collabora con Libera.

## Tributi dopo la morte
- Ad Antonio è stato dedicato il libro Al di là della neve, storie di Scampia scritto da suo cugino Rosario Esposito La Rossa, vincitore del Premio Siani 2008, trasformato in reading teatrale curato da Mario Gelardi, con l'attrice Maddalena Stornaiuolo.
- In suo onore da quasi quattro anni si svolge a Scampia il Premio Internazionale di Poesia "Antonio Landieri".
- Sempre sul territorio di Scampia è stato piantato un albero di ciliegio "L'albero Landieri" nei pressi della piazza Giovanni Paolo II[4].
- Sul muro di cinta dello Stadio Comunale di Scampia, alcuni giovani del quartiere gli hanno dedicato un murale di 27 metri[5].
- L'associazione Vo.di.Sca ha raccolto oltre 1800 firme per dedicargli una strada del quartiere di Scampia: tuttora, si attende una risposta dalla commissione per la toponomastica del Comune di Napoli.
- Lo Stadio Comunale di Scampia, omologato per 1 300 posti, è intitolato a lui[5].

### Presidi di Libera
- Volvera (TO) Cascina Arzilla, bene confiscato alla mafia (2010)[6];
- Arona (NO) (2010);
- Trieste (2011)[7];
- Ovada (AL) (2013)[8];
- Aosta all'interno del liceo Bérard (2015)[9];
- Teano (CE) (2017)[10].